# Eupithecia lacteolata
Eupithecia lacteolata är en fjärilsart som beskrevs av Karl Dietze 1906. Eupithecia lacteolata ingår i släktet Eupithecia och familjen mätare. Inga underarter finns listade i Catalogue of Life.